# Tucker – en man och hans dröm
Tucker – en man och hans dröm (engelska: Tucker: A Man and His Dream) är en amerikansk biografisk film från 1988 i regi av Francis Ford Coppola samt producerad av filmbolaget Lucasfilm. I huvudrollerna ses Jeff Bridges, Joan Allen, Martin Landau, Frederic Forrest, Mako och Dean Stockwell.
Filmen handlar om bildesignern Preston Tucker och hans revolutionerande bilkoncept i bilindustrins USA.

## Rollista i urval
- Jeff Bridges – Preston Tucker
- Joan Allen – Vera Tucker
- Martin Landau – Abe Karatz
- Elias Koteas – Alex Tremulis
- Frederic Forrest – Eddie Dean
- Christian Slater – Preston Tucker, Jr.
- Don Novello – Stan
- Nina Siemaszko – Marilyn Lee Tucker
- Mako – Jimmy Sakuyama
- Lloyd Bridges – Senator Homer Ferguson (ej krediterad)
- Dean Stockwell – Howard Hughes (ej krediterad)